# GeorgiaCarry.org
A GeorgiaCarry.org (GCO) é uma organização sem fins lucrativos, de abrangência estadual, voltada à preservação do direito de manter e portar armas na Geórgia.
A organização também é conhecida simplesmente como Georgia Carry em conversas e cobertura da imprensa.

## Visão geral
A GCO se dedica a preservar e proteger os direitos de seus membros de manter e portar armas, conforme protegido pela Segunda Emenda à Constituição dos Estados Unidos e pelo Parágrafo VIII (Seção I, Artigo I) da Constituição do Estado da Geórgia. Em seu site, a organização se descreve como "a voz sem concessões da Geórgia para os proprietários de armas". É uma empresa sem fins lucrativos organizada de acordo com as leis do Estado da Geórgia. Ela foi descrita como o "poderoso lobista de armas de fogo" da Geórgia que "faz a National Rifle Association parecer um grupo de espingardas de brinquedo".
Ela está engajada em ativismo como aprovar uma nova legislação para afirmar os direitos dos proprietários de armas, como a "Georgia House Bill 89" que foi aprovado durante a sessão legislativa de 2008 e litigar casos da Segunda Emenda em nome de seus membros. Recentemente, ela esteve envolvida em litígios contra a cidade de Atlanta a respeito do porte de armas de fogo em áreas não seguras do Aeroporto Internacional Hartsfield-Jackson por cidadãos licenciados para portar armas tanto em porte ostensivo quanto em porte velado pelo estado.
Em 18 de agosto de 2014, a GeorgiaCarry.org tinha cerca de 8.500+ membros pagantes. E até julho de 2008, ela havia demandado ao menos 13 ações judiciais federais e estaduais.

## Esforços de lobby

### House Bill 89 (2007–2008)
A GCO foi fundamental na elaboração da "HB 89" da sessão de 2007-08, que foi aprovada em lei com a assinatura do governador Sonny Perdue em 14 de maio de 2008. A legislação fez muitas mudanças nas leis do Estado da Geórgia com relação ao porte de armas de fogo. A partir de 1º de julho de 2008, foram feitas mudanças nas leis que regem o porte de armas de fogo tanto por aqueles com uma Licença de Armas de Fogo da Geórgia quanto por aqueles que não possuem uma licença para o porte. (Salvo indicação em contrário, o texto do projeto de lei em si é a fonte desta seção.)
Para pessoas sem licença, um homem ou uma mulher que é elegível para uma Licença de Armas de Fogo da Geórgia, mas ainda não a possui, pode transportar uma arma de fogo em qualquer lugar em seu veículo motorizado particular. Anteriormente, uma pistola só podia ser carregada no porta-luvas ou no console central. Entre aqueles que são enumerados como inelegíveis para uma licença estão homens e mulheres que ainda não completaram vinte e um (21) anos de idade e aqueles que não são residentes do Estado da Geórgia.
Para pessoas licenciadas, um homem ou uma mulher que possua uma licença de porte de armas de fogo da Geórgia (ou uma licença de fora do estado reconhecida), os seguintes locais tornaram-se legais para o porte de armas de fogo:
- Um restaurante que obtém mais de cinquenta por cento (50%) de sua receita com a venda de refeições ou refeições preparadas
- Parques estaduais, locais históricos, áreas recreativas e áreas de manejo da vida selvagem da Geórgia
- Edifícios públicos em parques estaduais, locais históricos, áreas recreativas e áreas de manejo de vida selvagem
- Transporte público, incluindo ônibus e trens
- Parques de estacionamento acessíveis ao público, independentemente de uma política da empresa contra o porte de armas de fogo por funcionários

Para um homem ou mulher que detenha o cargo de "condestável", a lei passa a permitir o porte de arma de fogo em funções escolares e dentro da propriedade da escola, acrescentando essas pessoas à lista de isenção no OCGA § 16-11-127.1.
O projeto de lei também criou um novo delito criminal estadual para "qualquer pessoa que tente solicitar, persuadir, encorajar ou induzir qualquer traficante a transferir ou, de outra forma, transmitir uma arma de fogo que não seja para o comprador real, bem como qualquer outra pessoa que intencionalmente ajude ou estimule essa pessoa". Diz-se que essa seção foi projetada para proibir esquemas de aprisionamento de traficantes de armas, como aqueles orquestrados pelo prefeito da cidade de Nova York, Michael Bloomberg. [9]

## Demandas e ações judiciais

### Na Suprema Corte

#### Caso MARTA
A GCO processou a "Metropolitan Atlanta Rapid Transit Authority" (MARTA) em nome de Christopher Raissi, um de seus membros. A alegação foi de que os direitos da 4ª emenda e da 14ª emenda do Sr. Raissi foram violados por sua detenção de 30 minutos, na delegacia de Avondale em 14 de outubro de 2008, por policiais do Departamento de Polícia da "MARTA" por porte legal e ostensivo de arma de fogo em um coldre em seu cinto. A ação foi movida no Tribunal Distrital dos Estados Unidos para o Distrito Norte da Geórgia, Divisão de Atlanta.

#### Zachary Nelson Mead v. Richmond County, GA, Sheriff
Em dezembro de 2008, a GCO entrou com a ação judicial "42 U.S.C. § 1983" (Federal Civil Rights) contra as forças do Xerife do Condado de Richmond, na Geórgia. A ação declarou que a apreensão em 1 de agosto de 2008, pelo Xerife Kadum Townsend, da pistola carregada em porte ostensivo pelo sargento Zachary Nelson Mead foi uma violação da 4ª emenda. O tribunal concedeu custas judiciais e honorários advocatícios ao sargento Mead e indeferiu as acusações restantes sem direito à recurso.

#### Distrito de Columbia v. Heller
A GeorgiaCarry.org, por meio de seus advogados John R. Monroe e Edward A. Stone, submeteu uma petição de "amicus curiae" à Suprema Corte dos Estados Unidos a respeito do caso "divisor de águas" conhecido como "District of Columbia v. Heller". O argumento do briefing da GCO é resumido como:

Os peticionários recitam uma parte seletiva da história das leis de controle de armas no Distrito de Columbia, mas omitem partes dessa história que demonstram que as leis dos peticionários estão profundamente enraizadas em uma tentativa racista de manter as armas fora das mãos dos políticos e em desvantagem econômica. Este brief irá explorar a história racista do controle de armas no Distrito de Columbia e em todo o país. Também mostrará como os princípios da opressão negra por meio das leis de controle de armas de ontem são usados para oprimir os politicamente fracos hoje por meio dessas mesmas e adicionais leis.

Dick Heller, o querelante no caso do Distrito de Columbia contra Heller, em uma entrevista ao apresentador de talk show de rádio Mark Walters, disse que o relatório da GCO realmente abriu sua mente para o nascimento das leis Jim Crow, como controle de armas no sul. Ele disse que, ao falar com a imprensa ou testemunhar perante o conselho municipal, certamente mencionará que "Jim Crow está vivo em Washington, D.C. [en]"

### Na Corte da Geórgia
A GCO' processou vários governos de condados e cidades que promulgaram ou estão aplicando regulamentos de armas contrários à lei de preempção do Estado da Geórgia. A lei especifica que "Nenhum condado ou corporação municipal, por zoneamento ou decreto, resolução ou outro decreto, deve regular de qualquer maneira exibições de armas; a posse, propriedade, transporte, transferência, venda, compra, licenciamento ou registro de armas de fogo ou componentes de armas de fogo; negociantes de armas de fogo; ou negociantes de componentes de armas de fogo".

#### Proibição de armas nos parques da cidade de Atlanta
Com base na precedência definida no caso do condado de Coweta, a GeorgiaCarry.org processou a cidade de Atlanta por causa da "Atlanta Ordinance ~ 110-66", que proibia o porte de armas de fogo nos parques de Atlanta. Em 9 de maio de 2008, Doris L. Downs, juíza-chefe do Tribunal Superior de Fulton, ordenou que "A cidade de Atlanta está, por meio deste, PROIBIDA de fazer cumprir a "Atlanta Ordinance ~ 110-66" na medida em que proíbe a posse de armas de fogo em parques da cidade".

#### Proibição de armas no parque de Coweta County
Uma das primeiras ações judiciais da GCO foi uma ação judicial contra a proibição de armas de fogo em parques no condado de Coweta. A organização perdeu o caso original, mas venceu na apelação. O Tribunal de Apelações da Geórgia reverteu a decisão do tribunal inferior, determinando que "o condado estava proibido de regulamentar o porte de armas de fogo 'sobre qualquer aspecto' e que foi um erro o tribunal inferior ter decidido de outra forma".

## Estrutura corporativa
Duas empresas relacionadas compartilham o mesmo endereço postal principal em Fayetteville, Geórgia, bem como pessoas-chave, de acordo com os registros mantidos pela Divisão de Corporações do escritório do Secretário de Estado da Geórgia.
- GEORGIACARRY.ORG, INC. é uma empresa sem fins lucrativos que foi constituída no Estado da Geórgia em 2 de fevereiro de 2007.[22] A "GuideStar" categoriza esta empresa como uma organização de Direitos Civis, Ação Social e Advocacia.[23]
- GCO FOUNDATION, INC., é uma empresa sem fins lucrativos que foi constituída no Estado da Geórgia em 11 de fevereiro de 2008.[24] A "GuideStar" categoriza esta empresa como uma organização relacionada a ações legais contra o crime / ("Crime Prevention N.E.C.").[25]